# Marija Tonković
Marija Tonković, född den 23 november 1959, är en jugoslavisk basketspelare som var med och tog OS-brons 1980 i Moskva. Detta var andra gången damerna deltog vid de olympiska baskettävlingarna, tillika Jugoslaviens första medalj på damsidan. Hon är 180 centimeter lång.